# Орлинское (озеро, Тверская область)
Орлинское — озеро в Пеновском муниципальном округе Тверской области России.
Из озера вытекает река Орлинка, связывающая его с озером Тиницким. 

## Данные водного реестра
По данным государственного водного реестра России относится к Верхневолжскому бассейновому округу, водохозяйственный участок реки — Волга от истока до Верхневолжского бейшлота. Речной бассейн реки — (Верхняя) Волга до Куйбышевского водохранилища (без бассейна Оки).
Код объекта в государственном водном реестре — 08010100111110000000353.